# Shelbyville (Missouri)
Shelbyville és una població dels Estats Units a l'estat de Missouri. Segons el cens del 2000 tenia 682 habitants.

## Demografia
Segons el cens del 2000, Shelbyville tenia 682 habitants, 262 habitatges, i 164 famílies. La densitat de població era de 342 habitants per km².
Dels 262 habitatges en un 30,5% hi vivien nens de menys de 18 anys, en un 51,1% hi vivien parelles casades, en un 9,2% dones solteres, i en un 37,4% no eren unitats familiars. En el 35,9% dels habitatges hi vivien persones soles el 19,1% de les quals corresponia a persones de 65 anys o més que vivien soles. El nombre mitjà de persones vivint en cada habitatge era de 2,26 i el nombre mitjà de persones que vivien en cada família era de 2,95.
Per edats la població es repartia de la següent manera: un 28,7% tenia menys de 18 anys, un 6,2% entre 18 i 24, un 25,2% entre 25 i 44, un 22% de 45 a 60 i un 17,9% 65 anys o més.
L'edat mediana era de 39 anys. Per cada 100 dones de 18 o més anys hi havia 104,2 homes.
La renda mediana per habitatge era de 28.542 $ i la renda mediana per família de 36.944 $. Els homes tenien una renda mediana de 24.844 $ mentre que les dones 20.288 $. La renda per capita de la població era de 13.759 $. Entorn del 8,1% de les famílies i el 16,1% de la població estaven per davall del llindar de pobresa.

## Poblacions més properes
El següent diagrama mostra les poblacions més properes.